# Merwe-Vierhavens
Merwe-Vierhavens (M4H) is een gebied in transformatie in Rotterdam, dat voorheen dienst deed als haven- en industriegebied. Het omvat de Merwehaven en het Vierhavensgebied en ondergaat een herontwikkeling naar een gemengd woon- en werkgebied. Het is gelegen aan de noordzijde van de Maas, tussen Schiemond en Schiedam, en heeft een oppervlakte vergelijkbaar met die van de binnenstad van Rotterdam.

## Geschiedenis
Merwe-Vierhavens speelde aanvankelijk een belangrijke rol in de fruitoverslag in Rotterdam en Europa. De aanleg van de Vierhavens, bestaande uit de IJselhaven, Lekhaven, Keilehaven en Koushaven, begon in 1911 en werd voltooid tussen 1914 en 1916. De Merwehaven, gereed in 1930, werd gebouwd als stukgoedhaven en droeg eveneens bij aan de fruitoverslag. In 1971 werd in de Merwehaven een groot complex van fruitloodsen geopend.
Vanaf de jaren 1970 en 1980 raakte het gebied echter in verval, met name in het Vierhavensgebied rond de Keileweg. Dit ging gepaard met een toename van prostitutie en criminaliteit, wat leidde tot een negatieve reputatie. Desondanks werd de locatie aantrekkelijk voor kunstenaars en creatieve ondernemers, die mogelijkheden zagen in de unieke sfeer van het gebied.

## Herontwikkeling
Het gebied is sinds 2004 onderwerp van herontwikkeling door de gemeente in samenwerking met het Havenbedrijf Rotterdam. De transformatie richt zich op het combineren van wonen, werken en innovatieve sectoren zoals cleantech en voedseltechnologie, met behoud van industrieel erfgoed. Plannen omvatten de bouw van 2.500 woningen en voorzieningen zoals horeca, cultuur en onderwijs. Het gebied wordt autoluw en richt zich op duurzaamheid met groene zones en energieneutrale oplossingen.